# HAL Light Observation Helicopter
Le HAL Light Observation Helicopter (LOH), est un hélicoptère de reconnaissance en cours de développement destiné aux diverses branches de l'armée indienne ainsi qu'à l'exportation. 

## Historique
Le projet devait être fondé sur une coopération entre la société indienne HAL et le groupe européen Eurocopter, mais le premier accord portant sur un montant de 380 millions d'euros qui devait être conclu en décembre 2007 fut annulé, marquant en ce sens, la volonté indienne de produire elle-même ses appareils militaires indépendamment de ses partenaires étrangers et de la Defence Research and Development Organisation (DRDO).

## Conception
D'une masse d'environ trois tonnes, équipé d'un seul moteur, l'appareil devrait être employé par l'armée de l'air et l'armée de terre indienne en remplacement des flottes vieillissantes de Cheetahs et Chetaks. Le projet n'en est encore qu'à sa phase préliminaire de conception et devrait être achevé d'ici 2013.
HAL devrait ainsi produire 187 des 384 nouveaux hélicoptères que l'armée indienne réclame. Ce chiffre pourrait s'avérer être plus important si la marine indienne recevait l'aval du parlement pour renouveler sa propre flotte.